# 瓦甘·格里戈里扬
瓦甘·格里戈里耶维奇·格里戈里扬（羅馬化：Vagan Grigoryevich Grigoryan；1901年—1983年），苏联亚美尼亚裔政治人物、报纸编辑。

## 生平
1920年加入俄国共产党（布尔什维克）。1920年至1924年在阿塞拜疆共产党中央委员会（布尔什维克）新闻部工作，1924年至1927年担任莫斯科哈莫夫尼基区党委新闻部负责人。1933年被任命为《东方黎明报》（第比利斯）主编。1946年至1947年，他在莫斯科苏共中央委员会宣传鼓动部办公室负责报纸宣传工作。被派往贝尔格莱德和布加勒斯特督导报纸宣传工作。从布加勒斯特返回后，被任命为苏联共产党中央委员会国际部部长。斯大林去世后被降级为官员。
1953年8月，苏共中央委员会主任捷多夫在给赫鲁晓夫的一份声明中指出，“格里戈里扬与贝利亚关系密切”。

## 获奖
- 列宁勋章
- 劳动红旗勋章（1937年7月7日）

## 備注
1. ↑  现《自由格鲁吉亚报》